# Pavel Kolobkov
Pavel Anatolievici Kolobkov  (în rusă Павел Анатольевич Колобков; n. 22 septembrie 1969, Moscova, RSFS Rusă, URSS) este un fost scrimer rus specializat pe spadă, care a participat la cinci ediții consecutive ale Jocurilor Olimpice, câștigând o medalie de aur, două medalii de argint și trei medalii de bronz. A fost de patru ori campion mondial la individual și dublu campion mondial pe echipe.
Pentru realizările sale a fost numit maestru emerit al sportului în anul 1992. A fost antrenor la secția de scrimă a clubului ȚSKA. În 2007 a devenit vicepreședinte al clubului Dinamo Moscova. Din anul 2010 este viceministru al sportului din Federația Rusă.
Are gradul de colonel în rezervă în Forțele armate ale Federației Ruse. Este decorat cu Ordinul de Merit „Pentru Patrie”, cl. I.

## Legături externe
Materiale media legate de Pavel Kolobkov la Wikimedia Commons
- ru  Prezentare la Federația Rusă de Scrimă
- en  Prezentare Arhivat în 4 martie 2016, la Wayback Machine. la Confederația Europeană de Scrimă
- en Pavel Kolobkov la Olympedia.org